# Thành Vinh (phường)
Thành Vinh là một phường thuộc tỉnh Nghệ An, Việt Nam. Phường được hình thành trên cơ sở sáp nhập các phường Cửa Nam, Đông Vĩnh, Hưng Bình, Lê Lợi, Quang Trung và xã Hưng Chính của thành phố Vinh trong đợt Sáp nhập tỉnh thành Việt Nam 2025.
Thành Vinh là phường có dân số đứng thứ 2 tỉnh Nghệ An sau phường Trường Vinh và có mật độ dân số cao nhất tỉnh. Các địa điểm quan trọng đóng trên địa bàn phường gồm: Sân vận động Vinh, Bảo tàng Nghệ An, thành cổ Vinh, Đài Truyền hình Nghệ An, Nhà Văn hóa Lao động tỉnh...

## Hành chính và tên gọi
Phường Thành Vinh được thành lập theo Nghị quyết số 1678/NQ-UBTVQH15 của Ủy ban Thường vụ Quốc hội Việt Nam, ban hành ngày 16 tháng 6 năm 2025. Theo đó, sắp xếp toàn bộ diện tích tự nhiên, quy mô dân số của các phường Cửa Nam, Đông Vĩnh, Hưng Bình, Lê Lợi, Quang Trung và xã Hưng Chính thuộc thành phố Vinh trước đây thành một phường mới có tên gọi là phường Thành Vinh. Trước đó, theo Đề án sắp xếp đơn vị hành chính cấp xã tỉnh Nghệ An, phường này là phường Vinh 2. Việc đặt tên phường Thành Vinh là do trên địa bàn phường này có thành cổ Vinh hay thành Nghệ An.
Sau sắp xếp phường có diện tích tự nhiên: 15,54 km2, quy mô dân số: 123.507 người. Về hành chính, phía Đông giáp phường Trường Vinh và phường Vinh Hưng, phía Nam giáp phường Trường Vinh và xã Hưng Nguyên, phía Tây giáp xã Hưng Nguyên, phía Bắc giáp phường Vinh Hưng và phường Vinh Phú.